# Liste de communes fusionnées en France
Les communes de France connaissent des modifications de nom et/ou de territoire, à la suite notamment de fusions entre elles. La forme actuelle de fusion est la commune nouvelle.
Cet article présente une liste de communes fusionnées en France impliquant de grandes villes.

## Fusions récentes impliquant de grandes villes
- Annecy : commune nouvelle créée en fusionnant Annecy, Annecy-le-Vieux, Cran-Gevrier, Meythet, Pringy et Seynod (Annecy 131 766 habitants en janvier 2020)[1].
- Auxerre : fusion-association avec Vaux le 1er octobre 1972[2] (Auxerre 34 151 habitants en janvier 2020)[3].
- Beauvais : fusion avec Marissel, Notre-Dame-de-Thil, Saint-Just-des-Marais et Voisinlieu le 19 février 1943 (Beauvais 56 889 habitants en janvier 2020).
- Bordeaux : fusion avec Caudéran le 22 février 1965[4] (Bordeaux 259 809 habitants en janvier 2020)[5].
- Brest : fusion avec Lambézellec, Saint-Marc et Saint-Pierre-Quilbignon le 29 avril 1945 (Brest 139 456 habitants en janvier 2020).
- Caen : fusion avec Venoix le 5 juin 1952[6] (Caen 107 250 habitants en janvier 2020)[7].
- Cambrai : fusion avec Morenchies le 1er février 1971[8] (Cambrai 31 559 habitants en janvier 2020)[9].
- Chalon-sur-Saône : fusion avec Saint-Jean-des-Vignes le 16 janvier 1954[10] (Chalon-sur-Saône 45 094 habitants en janvier 2020)[11].
- Chambéry : fusion avec Bissy[12] et Chambéry-le-Vieux le 6 mai 1961[13] (Chambéry 59 172 habitants en janvier 2020)[14].
- Charleville devient Charleville-Mézières à la suite de la fusion avec Étion[15], Mézières[16], Mohon[17] et Montcy-Saint-Pierre le 1er octobre 1966[18] (Charleville-Mézières 46 388 habitants en janvier 2020)[19].
- Châtellerault : fusion-association avec Targé le 1er juin 1972[20] (Châtellerault 31 573 habitants en janvier 2020)[21].
- Cherbourg devient Cherbourg-Octeville à la suite de la fusion avec Octeville le 28 février 2000[22] puis devient Cherbourg-en-Cotentin qui est formée par les communes de la communauté urbaine de Cherbourg le 1er janvier 2016 (Cherbourg-en-Cotentin 77 789 habitants en janvier 2020)[23].
- Cholet : fusion-association avec Le Puy-Saint-Bonnet (transférée depuis le département des Deux-Sèvres) le 3 août 1973[24] (Cholet 54 357 habitants en janvier 2020)[25].
- Dunkerque : fusion avec Malo-les-Bains le 1er janvier 1970[26], Petite-Synthe[27] et Rosendaël le 1er janvier 1972[28] et Mardyck le 1er janvier 1980 qui devient commune associée[29]. Fusion ensuite avec Saint-Pol-sur-Mer[30] et Fort-Mardyck le 9 décembre 2010[31], qui deviennent communes associées (Dunkerque 86 545 habitants en janvier 2020)[32].
- Épinal : fusion avec Saint-Laurent le 1er juillet 1964[33] (Épinal 31 832 habitants en janvier 2020)[34].
- Évry devient Évry-Courcouronnes à la suite de la fusion avec Courcouronnes le 1er janvier 2019[35] (Évry-Courcouronnes 66 106 habitants en janvier 2020)[36].
- Gap : fusion-association avec Romette le 1er janvier 1975[37] (Gap 40 111 habitants en janvier 2020)[38].
- La Roche-sur-Yon : fusion avec Le Bourg-sous-la-Roche-sur-Yon[39] et Saint-André-d'Ornay le 11 juillet 1964[40] (La Roche-sur-Yon 55 213 habitants en janvier 2020)[41].
- Le Chesnay-Rocquencourt : fusion avec Rocquencourt le 1 janvier 2019 (Le Chesnay-Rocquencourt 31.057 habitants en janvier 2020).
- Le Havre : fusion avec Bléville le 11 avril 1953[42], Sanvic le 1er décembre 1955[43] puis Rouelles le 4 avril 1973 qui devient commune associée[44] (Le Havre 165 830 habitants en janvier 2020)[45].
- Les Sables-d'Olonne : fusion avec Château-d'Olonne[46] et Olonne-sur-Mer le 1er janvier 2019[47] (Les Sables-d'Olonne 46 941 habitants en janvier 2020)[48].
- Lille : fusion-association avec Hellemmes-Lille le 24 avril 1977[49] et Lomme le 27 février 2000[50] (Lille 236 234 habitants en janvier 2020)[51].
- Limoges : fusion avec Beaune-les-Mines le 10 novembre 1962[52] (Limoges 130 592 habitants en janvier 2020)[53].
- Lorient : fusion avec Keryado le 1 octobre 1947 (Lorient 57 412 habitants en janvier 2020).
- Lyon : fusion avec Saint-Rambert-l'Île-Barbe le 7 août 1963[54] (Lyon 522 228 habitants en janvier 2020)[55].
- Mâcon : fusion avec Flacé-lès-Mâcon le 1er janvier 1965[56] puis Loché (commune associée)[57], Saint-Jean-le-Priche (commune associée)[58] et Sennecé-lès-Mâcon (commune associée) le 1er juillet 1972[59] (Mâcon 34 414 habitants en janvier 2020)[60].
- Metz : fusion avec Borny[61], Magny[62] et Vallières-lès-Metz le 9 décembre 1961[63] (Metz 120 211 habitants en janvier 2020)[64].
- Mulhouse : fusion avec Bourtzwiller le 6 septembre 1947 (Mulhouse 108 038 habitants en janvier 2020).
- Niort : fusion avec Souché le 21 juin 1964[65], Sainte-Pezenne le 16 avril 1965[66], Saint-Florent le 1er janvier 1969[67] puis Saint-Liguaire le 1er janvier 1972[68] (Niort 58 966 habitants en janvier 2020)[69].
- Quimper : fusion avec Ergué-Armel[70], Kerfeunteun[71] et Penhars le 13 février 1960[72] (Quimper 63 473 habitants en janvier 2020)[73].
- Reims : fusion avec La Neuvillette le 30 décembre 1970[74] (Reims 180 318 habitants en janvier 2020)[75].
- Rillieux-la-Pape : fusion avec Crépieux-la-Pape le 15 décembre 1972 (Rillieux-la-Pape 30 887 habitants en janvier 2020).
- Saint-Chamond : fusion avec Izieux[76], Saint-Julien-en-Jarez[77] et Saint-Martin-en-Coailleux le 14 mars 1964[78] (Saint-Chamond 35 309 habitants en janvier 2020)[79].
- Saint-Étienne : fusion avec Saint-Victor-sur-Loire le 18 octobre 1969[80], Terrenoire le 1er janvier 1970[81] puis Rochetaillée le 1er janvier 1973 qui devient commune associée[82]. Entre les fusions de Saint-Victor-sur-Loire et Terrenoire, Saint-Étienne a pris brièvement le nom de Saint-Étienne-sur-Loire[83] (Saint-Étienne 174 082 habitants en janvier 2020)[84].
- Saint-Germain-en-Laye : fusion avec Fourqueux le 1er janvier 2019[85] (Saint-Germain-en-Laye 44 410 habitants en janvier 2020)[86].
- Saint-Malo : fusion avec Paramé[87] et Saint-Servan-sur-Mer le 30 octobre 1967[88] (Saint-Malo 46 995 habitants en janvier 2020)[89].
- Thionville : fusion avec Veymerange le 1er janvier 1967[90], Volkrange le 5 mars 1969[91] puis Garche[92], Kœking[93] et Œutrange le 1er juillet 1970[94] (Thionville 41 383 habitants en janvier 2020)[95].
- Tours : fusion avec Saint-Symphorien[96] et Sainte-Radegonde-en-Touraine le 1er juin 1964[97] (Tours 137 850 habitants en janvier 2020)[98].
- Villeneuve-d'Ascq : fusion avec Annappes, Ascq et Flers-lez-Lille le 25 mars 1970 (Villeneuve-d'Ascq 61 258 habitants en janvier 2020).